# Nomadins
Els nomadins (Nomadinae) són una subfamília d'himenòpters apòcrits de la família dels àpids (Apidae) la més gran i diversa subfamília d'abelles cleptoparàsites amb 10 tribus i 31 gèneres. Són de distribució cosmopolita i utilitzen diferents tipus d'abelles com a hostes.

## Característiques
Com que són espècies paràsites no tenen escopa per transportar pol·len, i se semblen morfològicament a les vespes. Totes les espècies conegudes entren als nius quan l'hoste és absent i ponen els ous en la paret de la cel·la de l'hoste; més tard emergirà la larva paràsita i matarà la larva de l'hoste amb la seva mandíbula de larva de primer estadi que després, en el seu desenvolupament larvari posterior, perdrà i s'alimentarà només de pol·len. També s'observa en diversos gèneres que "dormen" sobre les plantes agafats amb només amb les seves mandíbules. Alguns gèneres destacats són Nomada, Epeolus, Triepeolus, Holcopasites, etc.

## Taxononia
La subfamília dels nomadins inclou 10 tribusː
- Ammobatini
- Ammobatoidini
- Biastini
- Brachynomadini
- Caenoprosopidini
- Epeolini
- Hexepeolini
- Neolarrini
- Nomadini
- Townsendiellini